# جورجي نايدينوف
جورجي نايدينوف (بالبلغارية: Георги Найденов)‏ مواليد 21 ديسمبر 1931 في صوفيا - الوفاة 28 مايو 1970 في دمشق، كان لاعب كرة قدم بلغاري كان يلعب في مركز حراسة المرمى. سبق له أن لعب في كأس العالم لكرة القدم مع منتخب بلاده في مونديال عام 1962 مونديال عام 1966. فاز بميدالية أوليمبية في مسابقة كرة القدم.

## المسيرة الاحترافية

### أندية لعب لها
- سبارتك صوفيا
- سسكا صوفيا

## روابط خارجية
- جورجي نايدينوف على موقع الاتحاد الدولي (مؤرشف)  (الإنجليزية)
- جورجي نايدينوف على موقع قاعدة بيانات كرة القدم.إي يو (الإنجليزية)
- جورجي نايدينوف على موقع ناشيونال فوتبول تيمز (الإنجليزية)
- جورجي نايدينوف على موقع عالم كرة القدم.نت (الإنجليزية)
- جورجي نايدينوف على موقع أوليمبيديا (الإنجليزية)